# Phlebia formosana
Phlebia formosana är en svampart som beskrevs av Sheng H. Wu 1990. Phlebia formosana ingår i släktet Phlebia och familjen Meruliaceae.   Inga underarter finns listade i Catalogue of Life.